# 棺材

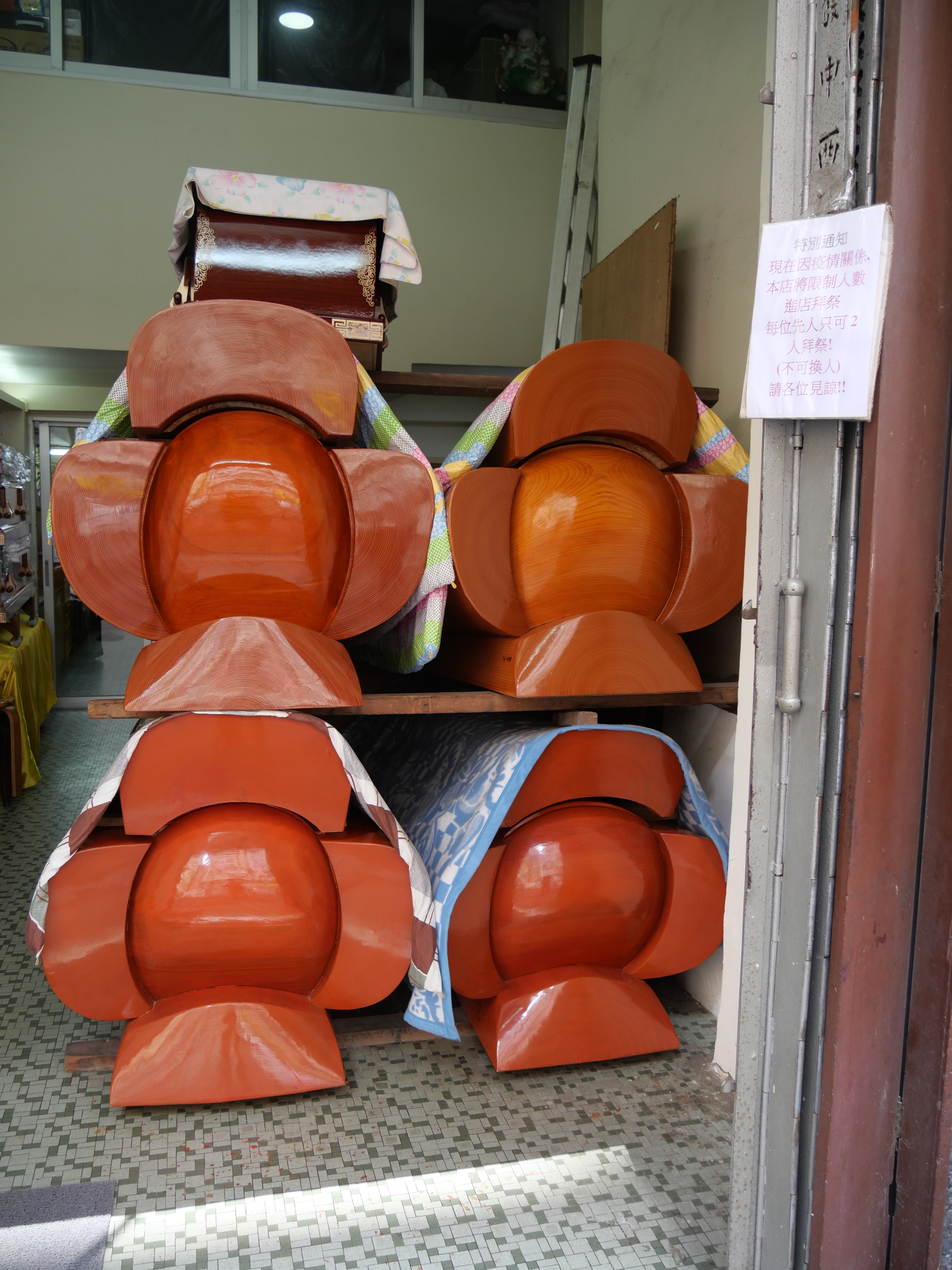
中國花形棺木

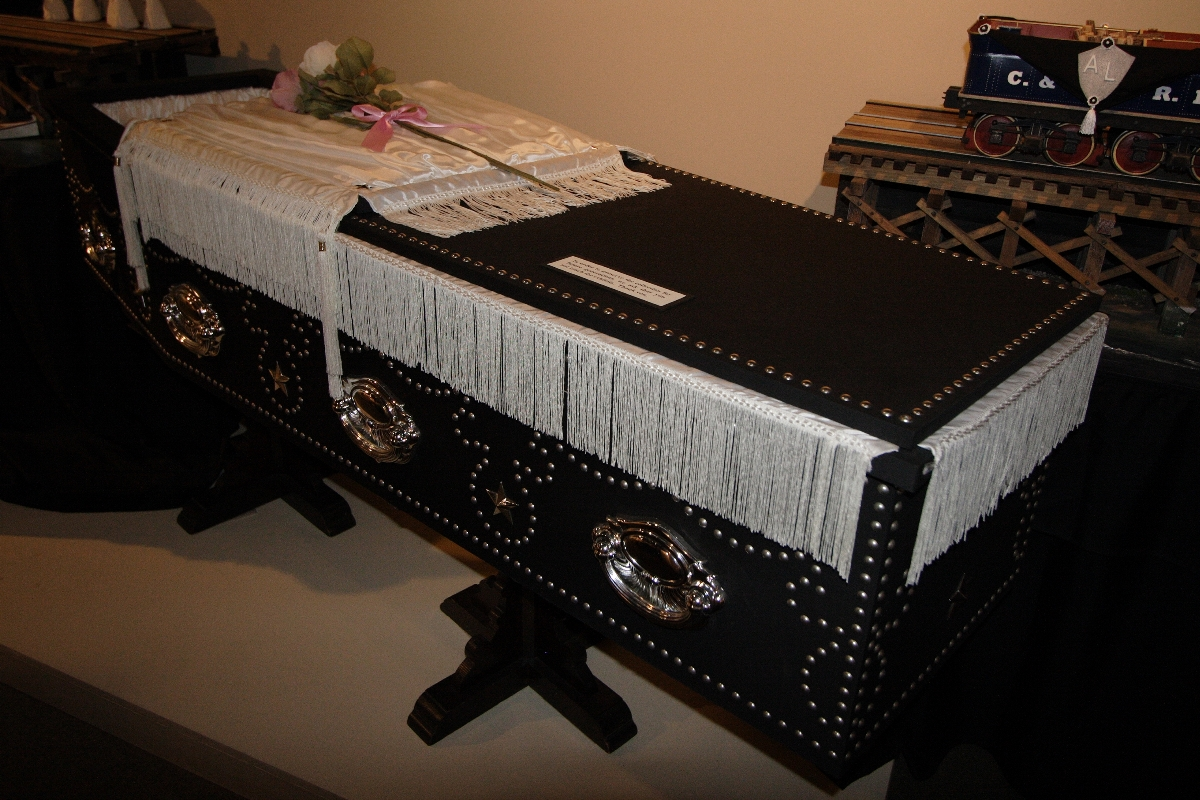
亞伯拉罕·林肯的靈柩

棺材，亦稱壽棺、棺槨、棺柩、棺木、壽木，廣東地方又把此稱之為四塊半、四快版或四塊版，是裝斂人的屍體之葬具，槨是棺材外之套棺。裝著死人的棺材稱為靈柩，大行皇帝的棺材稱為梓宮。棺材可以由不同的物料製造，最常見的以木製造。亦有以銅、石等製造的棺材，亦有用紙製的環保棺材。一些重要的人物，例如政治家、革命家、企業家、宗教領袖、黑道頭目、明星，會用水晶棺或大型金絲楠木棺、紅檜木棺、金棺，供人瞻仰。

## 中式棺材
中國傳統喜愛以優質的梓木、楠木等製造棺材。很多人以為死後能得一副上好棺木為最大幸事。中國傳統上非常重視棺槨，並以此作身份象徵，周禮規定王─二椁五棺；諸侯─二槨三棺；卿─一槨兩棺；士─一槨一棺；庶人─一棺無槨或無棺無槨，可見古代槨的有無能體現身份高低，而當時之陪葬品便多放在槨之中。

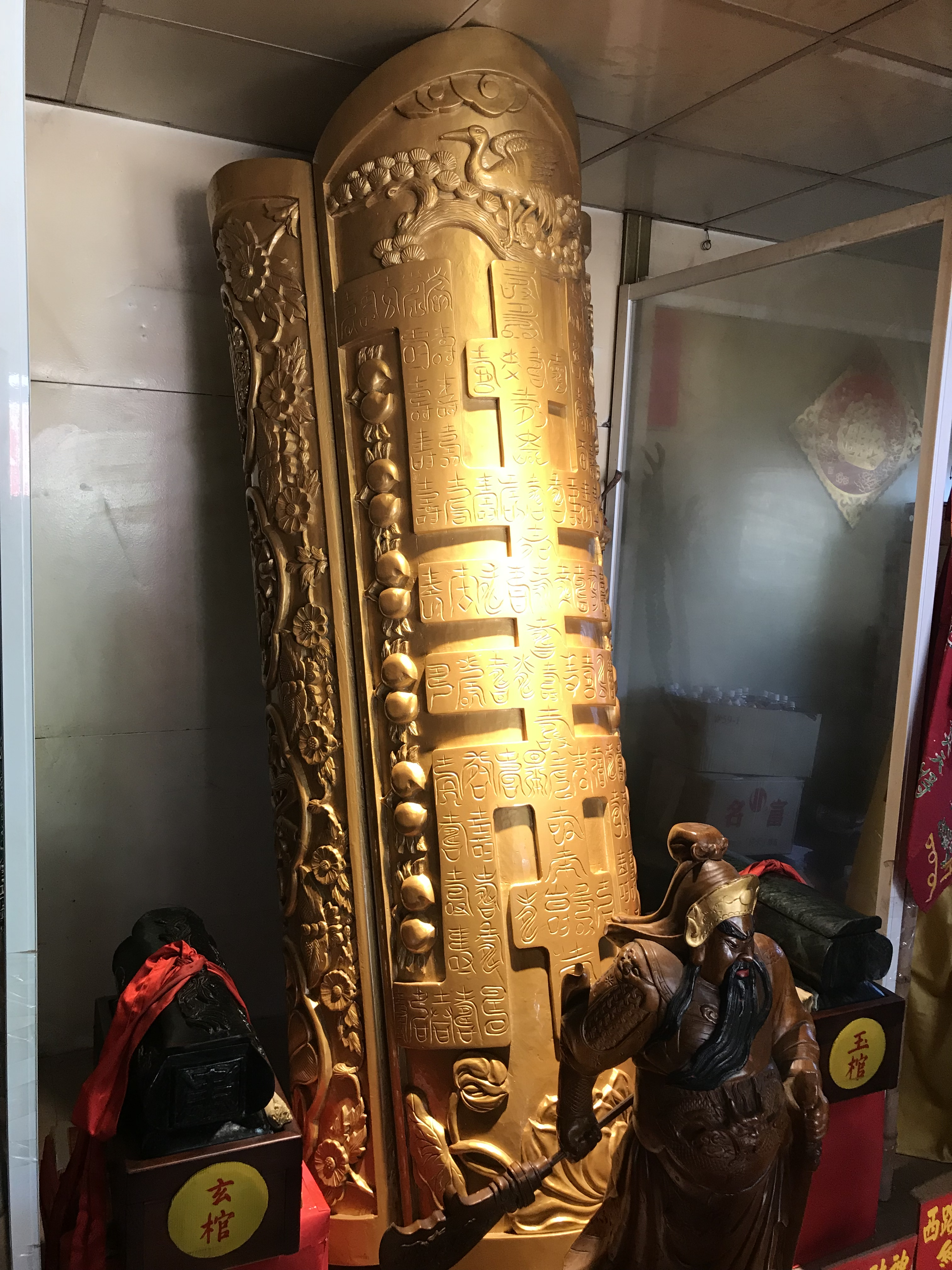
雷筳殿百壽棺木

廣西柳州因為是主要木材集散地（柳州地區雖然出產著名之杉木，但一般並不會用來造棺材，用作製造棺材之木料是經水路從廣西其他地方、貴州、雲南等地運過來的），棺材工藝水準亦很高，故有「住在杭州，穿在蘇州，食在廣州，死在柳州」（早期多稱作死在邙山，因只有官宦王公貴冑方可葬在邙山）之稱。

## 日式棺材
日本從鎌倉時代開始直至江戶時代，圓柱形的桶形棺材（座棺）成為主流，這種式樣的棺材入殮時以坐姿擺納遺體。至今仍在使用的“棺桶”即是由這種形狀衍生而來的棺材。在火葬成為主流之前，座棺經常使用於土葬。火葬普及化以後，目前常見的寢棺才開始成為主流。

## 泰式棺材
根據泰國史料记载，王室的梓宫是由金罐状的棺槨和多层的基座组合而成，基座上根据逝者地位高低装饰不同数量和层数的塔幡。这种金罐状的棺柩是由拉玛一世亲自设计的，专供王室贵族使用。罐狀棺槨有内外两层，内层为金属制成包金制成，外层则由名贵木材制成，包金并用华丽的宝石琉璃灯装饰。内层用来敛放王室贵族死后的寿身，按照站立或蹲坐的方式敛入这种棺槨中，根据印度教信仰，这种姿势可以使逝者更好的升天。王族死后，尸身存放在金罐棺槨内，按照习俗进行時長一百天的祭拜，之后将腐水罐中的腐水在大锅上同各种香料一起烘烤至干，残留的渣滓和罐狀棺槨中的尸骨一同火化，留骨灰放回棺槨，移放到塔墓中供后人祭拜。但罐狀棺槨下面盛尸腐水的坛子，所散发出来的尸臭味，从拉玛二世逝世后就开始成为皇家最头疼的問題，要把安置梓宫的律实宫内的地刨开，把腐水坛埋在地下，由专门的宫内侍从看守着，如果满了，就赶紧换一个坛子，同时还要用各种香草熏香除宫内的尸臭味。

## 古埃及棺材
古埃及有使用棺槨之習俗，古埃及法老死後，會被製成木乃伊放在杉木做的棺材，再把人形杉木棺材放入石灰石石棺（或稱作石槨）內。

## 加納棺材
在非洲的迦納，依死者生前的願望，製棺業者會將棺材製成如飛機、汽車、可可豆等外型。

## 環保棺材
環保棺材，又稱「紙棺材」，以瓦楞紙板製成，專供火葬使用，燃燒時產生的廢氣比傳統棺木少，火化環保棺木所需的時間較傳統棺木少約二十六分鐘。

## 延伸阅读
[在维基数据编辑]
 《欽定古今圖書集成·經濟彙編·考工典·棺槨部》，出自陈梦雷《古今圖書集成》

## 參閲
- 石棺
- 棺材板：原自台南的台灣小吃
- 骨灰罈
- 靈車
- 葬儀社（台灣用語）
- 長生店（香港用語）

## 外部連結
- National Museum of Australia （页面存档备份，存于） Aboriginal bark coffins